# Schubnelita
La schubnelita és un mineral de la classe dels fosfats. Rep el nom en honor d'Henri-Jean Schubnel (30 de gener de 1935, Niça, França), mineralogista francès i conservador del Muséum national d'Histoire naturelle de París, França. Va escriure molts llibres sobre gemmes i minerals.

## Característiques
La schubnelita és un vanadat de fórmula química Fe3+VO₄·H₂O. Va ser aprovada com a espècie vàlida per l'Associació Mineralògica Internacional l'any 1970, sent publicada per primera vegada el mateix any. Cristal·litza en el sistema triclínic.
Segons la classificació de Nickel-Strunz, la schubnelita pertany a «08.CB - Fosfats sense anions addicionals, amb H₂O, només amb cations de mida mitjana, RO₄:H₂O = 1:1» juntament amb els següents minerals: serrabrancaïta, hureaulita, sainfeldita, vil·lyael·lenita, nyholmita, miguelromeroïta, fluckita, krautita, cobaltkoritnigita, koritnigita, yvonita, geminita, radovanita, kazakhstanita, kolovratita, irhtemita i burgessita.

## Formació i jaciments
Va ser descoberta a la mina Mounana, una mina situada a la localitat homònima dins el departament de Léboumbi-Leyou (Província d'Haut-Ogooué, Gabon). També ha estat descrita a la mina Monument núm. 2, a Arizona (Estats Units), i a les mines Carlin Gold i Gold Quarry, ambdues al comtat d'Eureka, a Nevada (Estats Units). Aquests indrets són els únics de tot el planeta on ha estat descrita aquesta espècie mineral.